# Rubén Carvajal Riveira
Rubén Alfredo Carvajal Riveira (nacido en 1960 en Valledupar, Cesar) también conocido como "‘Ava’ Carvajal" es un arquitecto y político colombiano, exalcalde de la ciudad de Valledupar, cargo del que fue destituido por inhabilidad.

## Familia
Rubén tiene dos hermanas; Marta y Katica y dos hermanos; José Luis Carvajal Riveira y Reinaldo Carvajal.
Rubén Alfredo está casado con Marcela Maribeth Giovannetti Gámez y tienen tres hijos; Rubén, Rodrigo e Isabel Marina Carvajal Giovannetti.
Su hermana Katica Carvajal está casada con el exgobernador del Cesar Hernado Molina Araujo.

## Estudios
Carvajal es arquitecto de la Universidad Piloto de Colombia en Bogotá y tiene una especialización en la Universidad de Santander (UDES).

## Trayectoria
Carvajal logró ser diputado de la Asamblea Departamental del Cesar por dos períodos, en representación del Partido Liberal colombiano. También fue jefe de Planeación Urbana y Rural del municipio de Valledupar, del cual también fue jefe de Sección de Diseño y Construcción. Igualmente ha servido como Secretario de Obras Públicas de la alcaldía de Valledupar. 
Se ha desempeñado como gerente de Fonvisocial, donde trabajó en la construcción de una ciudadela de vivienda de interés social. Ha sido Gerente de la Terminal de Transporte de Valledupar.
En el sector privado es empresario de la construcción con su firma 'Carvajal & Soto". Debido a su impulso en la construcción de viviendas en Valledupar, el presidente Álvaro Uribe Vélez exaltó a Carvajal.

### Alcalde de Valledupar (2008-2009)
Debido a disputas internas del partido Liberal en el Cesar, aun siendo Carvajal Riveira vicepresidente del directorio departamental y teniendo la mayoría de los delegados, el representante Pedro Muvdi en una jugada política, consiguió con el expresidente César Gaviria como director del partido Liberal no darle el aval del partido a Carvajal para la alcaldía y entregárselo a Luis Fabián Fernández. Al no conseguir aval de ningún partido, Carvajal logró obtener 100 mil firmas para inscribirse como independiente en las elecciones regionales del domingo, 28 de octubre de 2007 en Valledupar. Con el apoyo de las firmas lanzó el movimiento político 'Adelante Valledupar' con sus promesas expuestas en el Plan de Desarrollo 2008-2011 'Valledupar, te quiero'.
'Adelante Valledupar' también apoyó las candidaturas al concejo de Valledupar de Teofanes Caro, Cesar Escobar, Dinael Cáceres, John Jairo Gil Rojas y Jaime Eduardo Bornacelli. Solo alcanzaron a llegar al cabildo municipal Gil Rojas con 2.461 votos y Bornacelli con 1.707 votos.
Carvajal fue elegido alcalde de Valledupar con 32.881 votos, el 28.72% del total de la votación. Venció en las urnas a Luis Fabián Fernández del Partido Liberal y quien obtuvo 29.952 votos, Gonzalo Gómez Soto del Movimiento Alianza Social Indígena que logró 16.316 votos; Fredys Socarrás del Movimiento Alas Equipo Colombia con 14.959 votos y Rubén Darío Carrillo del Partido Conservador que consiguió 4.685 sufragios.
Como prometió en su plan de gobierno, para preservar la cultura vallenata, mediante decreto 00014 del 5 de enero de 2009, el alcalde Carvajal, autorizó las festividades del Precarnaval y Carnaval en la ciudad de Valledupar entre el 6 de enero y el 20 de febrero de 2009 y los días del carnaval 21 y 22 de febrero de 2009.
El 20 de septiembre de 2008, Carvajal entregó las llaves de la ciudad de Valledupar en el Parque de la Leyenda Vallenata al cantante de música cristiana, Marcos Witt durante su gira en Colombia.
El 16 de mayo de 2009, como alcalde precedió las ceremonias de homenaje al fallecido compositor de música vallenata, Rafael Escalona.

#### Gabinete
Las siguientes personas hicieron parte del gabinete del alcaldía de Valledupar, durante el gobierto de Carvajal:
- Secretario de Gobierno: Fernando De la Hoz Escorcia
- Secretario de Educación: Antonio Villamizar
- Secretario General: Orlando Uhía Carrillo
- Secretario de Hacienda: Víctor Manuel Montaño Arias
- Secretario de Obras Públicas: Eberto Orgega Sinning
- Secretario de Salud: Antonio María Araújo
- Secretaria de Talento Humano: Esperanza Mariño Quiroga
- Secretario de Tránsito y Transporte: Gustavo José Cabas Borrero
- Jefe de Oficina Asesora de Planeación: Omaira Esther Herrera Miranda
- Jefe de Oficina de Contabilidad: Héctor Vega Díaz
- Jefe de Oficina de Presupuesto: Humberto Benavidez González
- Jefe de Oficina de Gestión Social: Erica Vega Maestre
- Jefe de Oficina de Prensa: Ana Patricia González Cabeza
- Asesor del despacho: Ligia Isabel Gutiérrez
- Tesorera: Ruth Aponte Quiroz
- Coordinador de Cultura: Germán Piedrahíta Rojas
- Gerente de Fonvisocial: Rafael Romero Henríquez
- Gerente de Emdupar: Licinio Rafael Beleño Jiménez
- Gerente de Indupal: Ilse Danith Villegas Ramos
- Gerente Hospital Eduardo Arredondo Daza: Guillermo Rendón Díaz
- Gerente Terminal de Transporte: Joaquín Martínez Urrutia
- Gerente de Mercabastos: Rafael Antonio Soto Guerra

#### Destitución
En fallo de primera instancia, Carvajal fue destituido por los magistrados Óscar Wilches Donado, Olga Valle y Carlos Güecha de la Sala de Decisión del Tribunal Superior del Cesar, que anularon la elección a la alcaldía de Valledupar y su credencial que lo avalaba como funcionario público. Los magistrados encontraron válida la inhabilidad al conocer que Carvajal tenía familiares que eran servidores públicos con capacidad de contratar al momento de su inscripción como candidato a la alcaldía de Valledupar. Su hermano José Luis Carvajal, era director administrativo de la Fiscalía seccional Cesar, mientras que su esposa Marcela Giovannetti, era Secretaría de Salud del departamento del Cesar al momento de la elección. La Constitución prohíbe que una persona que tiene un pariente ocupando un cargo de estos se postule como candidato en los 12 meses previos a la elección.
El 27 de octubre de 2007, la sala Quinta del Consejo de Estado resolvió que Carvajal estaba inhabilitado para ser elegido alcalde de Valledupar.
El gobernador del Cesar, Cristian Moreno Panezo, nombró a Carlos García Aragón en calidad de alcalde encargado de Valledupar, quien asumió el cargo el 4 de agosto de 2009.

#### Irregularidades en contratos
El 28 de octubre de 2011,  los exalcaldes de Valledupar, Ciro Pupo Castro, Carvajal y Luis Fabián Fernández fueron destituidos para ejercer cargos públicos por 11 años por irregularidades en la contratación con la concesión de amoblamiento urbano de la ciudad. Durante sus administraciones, Pupo y Carvajal no contrataron la interventoría externa para el contrato de concesión 019 del 3 de marzo de 2005, que requería hacer el municipio de Valledupar.
En diciembre de 2012, la Procuraduría General de la Nación encontró a Carvajal responsable disciplinariamente y lo sancionó en fallo de primera instancia con "destitución del cargo e inhabilidad general por 20 años".
27 de diciembre de 2013, la Procuraduría formuló pliego de cargos contra el exalcalde Carvajal, en relación con irregularidades en unos contratos por $5 mil millones de pesos que hizo con la gobernación del Cesar. Carvajal contrató con una concesión antes del 9 de julio de 2009, previo a la fecha en que se llevaría a cabo una interventoría, lo cual era requerida por ley. La administración Carvajal también omitió informar sobre la ejecución del contrato a la gobernación departamental. El contrato fue firmado con la Unión Temporal Alumbrado Público, a la cual le extendió el contrato sin documento que lo sustentara. La concesión continuó operando sin las pólizas requeridas y cobrándole a la administración municipal.   
Carvajal también incumplió en la ejecución del plan municipal de cultura, que incluía volver a abrir la Biblioteca Pública y el plan del Museo Arqueológico, tampoco ejecutó el plan de crear la escuela municipal de Artes y Oficios. Según la Procuraduría, Carvajal no hizo nada para recuperar la sede de la Casa de la Cultura que se encontraba estructuralmente deteriorada y había prometido repararla.
Del presupuesto que estaba destinado para construir el teatro Municipal de Valledupar, sacó  $1.066 millones para pagarle a la concesión de Amoblamiento Urbano. El teatro no se construyó y no ejecutó el resto de lo presupuestado; $2.350 millones de pesos que se quedaron en la bolsa del municipio.
Otro hallazgo de la Procuraduría fue el de la omisión de cobrarle dinero a la Fundación Festival de la Leyenda Vallenata (FFLV) que le pertenecía al municipio durante el Festival Vallenato de 2009, por concepto de impuestos, permisos, publicidad, pólizas. Tampoco exigió garantías para que se llevara a cabo el multitudinario evento.

### Elecciones a la alcaldía de Valledupar (2015)
Durante las campañas para elecciones regionales de 2015, Carvajal anunció su apoyo al candidato del movimiento político 'Avanzar es posible', Augusto Ramírez Uhía. El 13 de junio del mismo año, Carvajal fue nombrado en la gerencia de la campaña política de Ramírez. El 25 de agosto, Carvajal hizo público su apoyo al candidato a la gobernación del Cesar, Franco Ovalle, del Partido de la U y apoyado por el clan Gnecco.